# Belzmühle
Belzmühle ist eine im 19. Jahrhundert abgegangene Mühle und Wüstung. Sie war ein Ortsteil der 1811/1818 entstandenen Ruralgemeinde Allmannsdorf. Heute gehört das Gebiet zum Territorium des Marktes Pleinfeld im mittelfränkischen Landkreis Weißenburg-Gunzenhausen.
Die Belzmühle lag in einem waldreichen Gebiet am Brombach, unweit westlich der Mandlesmühle und östlich der Prexelmühle am Verbindungsweg von Pleinfeld nach Stirn auf einer Höhe von 374 m ü. NHN.
Die Mühle wurde 1572 als „Neue Mandlesmühl“ errichtet. Im 17. Jahrhundert ist der Name Pletzmühl überliefert, 1787: Belz- oder untere Mantles Mühl, 1818 Betzmühl. Der Name stammt wahrscheinlich vom Familiennamen eines Besitzers der Mühle.